# On Liberty
On liberty (Nederlands: Over vrijheid) (1859) is het meest invloedrijke boek (tezamen met Utilitarianism) van de 19e-eeuwse Britse utilitaristische filosoof John Stuart Mill.

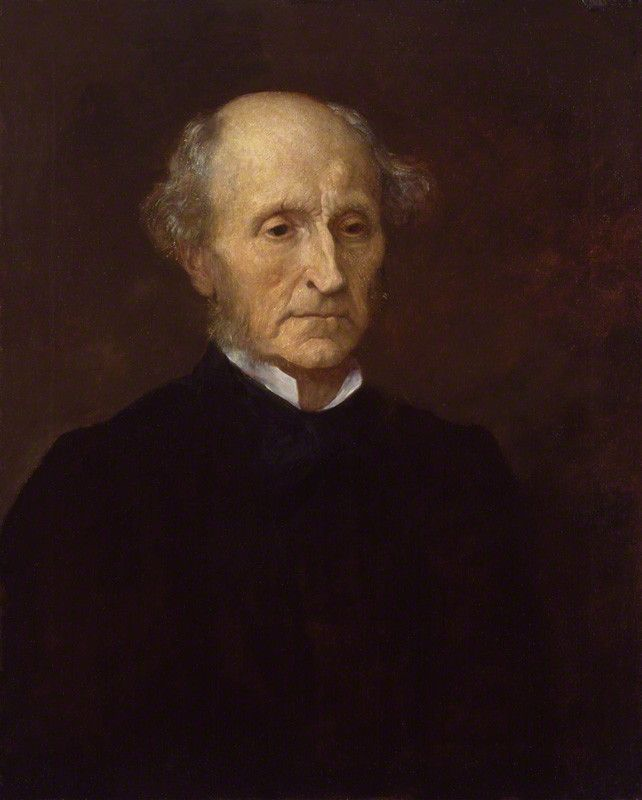
Portret van John Stuart Mill door George Frederic Watts

## Inhoud
In het boek stelt Mill de vraag welke beperkingen legitiem aan de vrijheid van het individu mogen worden opgelegd. Omdat volgens Mill geluk bestaat uit de bevrediging van behoeften, moet politieke vrijheid bestaan uit de vrijheid om daarin te voorzien. Die vrijheid moet maximaal zijn. Haar grens ligt daar waar de vrijheid van het individu schade brengt aan een ander individu. Dit is het zogeheten schadebeginsel.
In On Liberty neemt Mill het op voor de individuele vrijheid en toont daarbij zijn misprijzen voor conventie en conformiteit. Men zou zijn essay ook kunnen opvatten als een reactie tegen de victoriaanse moraliteit die het individu volgens hem te zeer in zijn vrijheid aantast. Mill verwerpt wettelijke dwang of sociale druk om de opinies en het gedrag van mensen in een bepaald patroon te dwingen. Hij argumenteert dat de enige uitzondering hierop is, wanneer het gedrag van een persoon een gevaar oplevert voor andere personen. In alle andere gevallen dient de maatschappij zich terughoudend op te stellen en diversiteit te respecteren.
Mill rechtvaardigt de waarde van vrijheid op een utilitaristische manier. Zijn essay tracht de positieve effecten van vrijheid aan te tonen op alle mensen en op de maatschappij als geheel. In het bijzonder verbindt Mill vrijheid met de mogelijkheid tot vooruitgang en het vermijden van sociale stagnatie. Non-conformisten hebben in zijn visie een waardevolle functie, want zij dagen de maatschappij uit en halen haar uit haar zelfvoldane rust.
(citaat) "The object of this essay is to assert one very simple principle... That principle is that the sole end for which mankind are warranted, individually or collectively, in interfering with the liberty of action of any of their number is self-protection"
(vertaling) "Het doel van dit essay is om op te komen voor één heel eenvoudig principe... Dat principe is dat het slechts in één geval aan een groep of aan een individu toegestaan is om zich met iemands vrijheid van handelen te bemoeien, en dat is om zichzelf te beschermen."
Alle edities van On Liberty die tijdens Mills leven verschenen waren, uitgezonderd wat typografische verbeteringen, identiek. Dit was Mills uitdrukkelijke wens, omdat hij On Liberty beschouwde als een 'joint production' (gezamenlijk product) van zijn vrouw Harriet Taylor en hemzelf.

## Terminologie
Belangrijke concepten in het boek zijn de volgende:

Liberty (Vrijheid) - Voor Mill omvat vrijheid zowel burgerlijke als sociale vrijheid, die hij definieert als "the nature and limits of the power of which can be legitimately exercised by society over the individual". (de aard en de beperkingen van de macht die door de maatschappij wettelijk mag uitgeoefend worden op het individu.) Mill betoogt dat de maatschappij haar autoritair gezag over een individu alleen dan mag uitoefenen indien diens gedrag schade berokkent aan anderen. Al het andere is een inbreuk op de persoonlijke vrijheid.
Tyranny of the majority (Dwingelandij van de massa) - Het concept dus waarbij in een democratie de meerderheid haar wil kan opdringen aan een minderheid. Mill is ervan overtuigd dat dit gedrag "tiranniek" is indien het een claim schendt van iemand uit de minderheid als lid van de maatschappij.
Social Contract (Sociaal contract) - Hier gaat het om de idee dat mensen er expliciet of impliciet mee instemmen om deel uit te maken van een maatschappij. Het principe van een sociaal contract werd voor het eerst geformuleerd door Thomas Hobbes in Leviathan en omschrijft rechten als iets waarmee mensen uit behoefte tot bescherming akkoord zouden gaan indien ze aanwezig waren geweest bij het vormen van een staat.
Infallible  (Onfeilbaar) - Niet in staat om een fout te maken of zich te vergissen.
Fallible (Feilbaar) - In staat om een fout te maken of zich te vergissen.

#### Publicaties van het werk
- Engels:
  - J.S. Mill, On liberty and other essays. Oxford paperbacks, 1998.
  - J.S. Mill, On liberty. Penguin classics, 1982.
- Nederlands:
  - J.S. Mill, Over vrijheid (vertaling: W. E. Krul, inleiding: F. L. van Holthoon). Boom Klassiek, 1978